# RS計画 -Rebirth Storage-
『RS計画 -Rebirth Storage-』（RSプロジェクト リバース・ストレージ）は、日本のアニメ作品。2016年6月26日 日曜2時20分（土曜深夜）にフジテレビ「フジバラナイト SAT」枠にて放送された。フジテレビ、ディー・エヌ・エー、エブリスタの3社によるオリジナルTVアニメ製作プロジェクト「僕たちの見たいメカアニメをつくろう製作委員会」でグランプリを受賞した企画「F.Sプロジェクト」をアニメ化。

## 登場人物
佐神 凛（さがみ りん）
声 - 内山昂輝
御堂 結絃（みどう ゆづる）
声 - 上坂すみれ
六車 譲治（むぐるま じょうじ）
声 - 日野聡
沢渡 雄一郎（さわたり ゆういちろう）
声 - 星野貴紀
三島 雪（みしま ゆき）
声 - 中原麻衣
志水 佳織（しみず かおり）
声 - 佐倉綾音

## スタッフ
- 原案 - ロール[2]
- 監督・絵コンテ・演出 - 亀井治
- 脚本 - 岸本みゆき
- キャラクターデザイン - 政尾翼
- アニメーションキャラクターデザイン・キャラクター作画監督 - 鈴木竜也
- プロップデザイン - 射尾卓弥
- メカニックデザイン - 佐藤周一郎[2]
- メカニカル作画監督 - 重田智
- 色彩設計 - 岡宮志帆
- 美術監督 - 小幡和寛
- 3DCGディレクター - 長嶋晋平
- 編集 - 吉武将人 (グラフィニカ)
- 音響監督 - 山田陽
- 音楽 - 小山嘉嵩
- 演出 - 大谷卓
- プロデューサー - 鎗水貴史、正垣吉朗
- 企画・プロデュース - 松尾拓、野上雄一郎[2]
- 制作協力 - イースト・エンタテインメント
- 制作著作- フジテレビ、DeNA、E★エブリスタ